# Bryan Foy
Bryan Foy (Chicago, 8 dicembre 1896 – Los Angeles, 20 aprile 1977) è stato un regista e produttore cinematografico statunitense.
Nel 1932, ottenne la candidatura all'Oscar al miglior cortometraggio commedia.per la regia di Stout Hearts and Willing Hands.

## Filmografia

### Produttore
- William Tell, regia di Bryan Foy (1924)
- Sealed Lips, regia di Kurt Neumann (1931)
- A Tip to Paris, regia di Murray Roth (1931)
- Darn Tootin, regia di Roy Mack (1931)
- House of Mystery, regia di Kurt Neumann - cortometraggio (1931)
- Hollywood Halfbacks, regia di Charles Lamont (1931)
- Her Wedding Night-Mare, regia di Alf Goulding (1931)
- Slide, Babe, Slide, regia di Ben Stoloff (1932)
- The Red Shadow, regia di Kurt Neumann (1932)
- Running Hollywood, regia di Charles Lamont - cortometraggio (1932)
- Just Pals, regia di Benjamin Stoloff - cortometraggio (1932)
- Fancy Curves, regia di Lou Breslow - cortometraggio (1932)
- The Circus Show-Up, regia di Lou Seiler (Lewis Seiler) - cortometraggio (1932)
- The Tenderfoot, regia di Ray Enright (1932)
- Doctor's Orders, regia di Lou Breslow (1932)
- The Hollywood Handicap, regia di Charles Lamont - cortometraggio (1932)
- Deception, regia di Lewis Seiler (1932)
- Obey the Law, regia di Benjamin Stoloff (1933)
- Night of Terror
- L'età pericolosa (What Price Innocence?), regia di Willard Mack (1933)
- Elysia (Valley of the Nude), regia di Carl Harbaugh (1933)
- Myrt and Marge, regia di Al Boasberg (1933)
- Tomorrow's Children, regia di Crane Wilbur (1934)
- That's Gratitude, regia di Frank Craven (1934)
- High School Girl, regia di Crane Wilbur (1934)
- Swellhead, regia di Benjamin Stoloff (1935)
- L'uomo ucciso due volte (The Case of the Velvet Claws), regia di William Clemens (1936)
- Tradimento (Her Husband's Secretary), regia di Frank McDonald (1937)
- Nancy Drew: Detective, regia di William Clemens (1938)
- Comet Over Broadway , regia di Busby Berkeley e, non accreditato John Farrow (1938)
- Nel cuore del Nord (Heart of the North), regia di Lewis Seiler (1938)
- King of the Underworld, regia di Lewis Seiler (1939)
- Devil's Island, regia di William Clemens (1939)
- Blackwell's Island, regia di William C. McGann e, non accreditato, Michael Curtiz (1939)
- Torchy Blane in Chinatown, regia di William Beaudine (1939)
- Nancy Drew... Reporter, regia di William Clemens (1939)
- Secret Service of the Air, regia di Noel M. Smith (1939)
- The Adventures of Jane Arden, regia di Terry O. Morse (1939)
- On Trial, regia di Terry O. Morse (1939)
- The Man Who Dared, regia di Crane Wilbur (1939)
- Women in the Wind, regia di John Farrow (1939)
- Torchy Runs for Mayor, regia di Ray McCarey (1939)
- Shadow on the Stairs, regia di D. Ross Lederman (1941)
- La maschera di cera (House of Wax), regia di André De Toth (1953)
- La città spenta (Crime Wave), regia di André De Toth (1953)
- Il mostro delle nebbie (The Mad Magician), regia di John Brahm (1954)
- The Bamboo Prison, regia di Lewis Seiler (1954)
- La rivolta delle recluse (Women's Prison), regia di Lewis Seiler (1955)
- Posto di combattimento (Battle Stations), regia di Lewis Seiler (1956)
- La vera storia di Lynn Stuart  (The True Story of Lynn Stuart), regia di Lewis Seiler (1958)
- La grande rapina di Boston (Blueprint for Robbery), regia di Jerry Hopper (1961)
- Rivolta al braccio d
- Pt 109 posto di combattimento (PT 109 ), regia di Leslie H. Martinson (1963)

### Regista
- Easter Bonnets (1923)
- Somebody Lied (1923, co-diretto con Stephen Roberts)
- One Night It Rained (1924)
- William Tell (1924)
- Columbus and Isabella (1924)
- Benjamin Franklin (1924)
- Rip Van Winkle (1924)
- Pocahontas and John Smith (1924)
- Robinson Crusoe (1924)
- Anthony and Cleopatra (1924)
- Omar Khayyam (1924)
- Pre-Historic Man (1924)
- Ponce de Leon (1924)
- Rembrandt (1925)
- Sir Walter Raleigh (1925)
- Olympic Games (1925)
- The Scientific Husband (1925)
- Hazel Green & Company (1927)
- Amateur Night (1927)
- Joe Wong, the Chinese Jazz Boy (1927)
- The Night Court (1927)
- The Lash (1927)
- Jane and Katherine Lee (1927)
- Dark Days (1927)
- High Up and Low Down (1927)
- Jane Pursell, Hollywood's Radio Girl (1927)
- Flying High (1927)
- The Book Worm (1928)
- Scared Stiff (1928)
- Lucky in Love (1928)
- Miss Information (1928)
- Sunny California (1928)
- The Morrissey & Miller Night Club Revue (1928)
- The Band Beautiful (1928)
- A Man of Peace (1928)
- Chips of the Old Block (1928)
- The Foys for Joys (1928)
- Lights of New York (1928)
- The Swell Head (1928)
- Thanksgiving Day (1928)
- Hollywood Bound (1928)
- Across the Border (1928)
- Sharp Tools (1928)
- Undersea Revue (1928)
- The Home Towners (1928)
- Frank Whitman: That Surprising Fiddler (1929)
- The Ace of Spades (1929)
- Meet the Wife (1929)
- McKay and Ardine (1929)
- The Corner Store (1929)
- Queen of the Night Clubs (1929)
- A Bird in the Hand (1929)
- Gossip (1929)
- Playmates (1929)
- Don Alberto y Su Orquesta Argentina (1929)
- Jack White with the Montrealers (1929)
- The Singing Bee (1929)
- Baby Rose Marie the Child Wonder (1929)
- At the Party (1929)
- Tiny Town Revue, Pageant of the Lilliputians (1929)
- The Music Makers (1929)
- Willie and Eugene Howard in 'My People' (1929)
- Don't Get Nervous (1929)
- Rarin' to Go (1929)
- Harry Rosenthal and His Bath and Tennis Club Orchestra (1929)
- Sympathy (1929)
- They Know Their Groceries (1929)
- Sessue Hayakawa in 'The Man Who Laughed Last' (1929)
- Dave Apollon and His Russian Stars (1929)
- Ben Pollack and His Park Central Orchestra (1929)
- Coletta Ryan and Duke Yellman (1929)
- Somewhere in Jersey (1929)
- Moving Day (1929)
- Die Königsloge (1929)
- The Flattering Word (1929)
- For Sale (1929)
- The Dead Line (1929)
- Harlem Knights (1929)
- Finders Keepers (1929)
- The Music Shop (1929)
- The Ninety-Ninth Amendment (1929)
- Stimulation (1929)
- Poor Aubrey (1930)
- Trifles (1930)
- Surprise (1930)
- A Spanish Fiesta (1930)
- Reno or Bust (1930)
- The Servant Problem (1930)
- Railroad Follies (1930)
- Girls We Remember (1930)
- Shakespeare Was Right (1930)
- The Happy Hottentots (1930)
- The Gorilla (1930)
- Stout Hearts and Willing Hands (1931)
- Mind Doesn't Matter (1932)
- His Vacation (1932)